# Leisure City
Leisure City är en ort (CDP) i Miami-Dade County, i delstaten Florida, USA. Enligt United States Census Bureau har orten en folkmängd på 22 655 invånare (2010) och en landarea på 8,6 km².